# 純増数
純増数(じゅんぞうすう)とは、サービス加入者数など統計値の変化を表す数値であり、「増加数から減少数を差し引いた、純粋な増加数」から採られている。

## 移動体通信業界における純増数
携帯電話・PHS業界では、純増数の定義は「新規契約者数－解約者数」である。主に、新機種発売時や卒業・入学・入社シーズン前後に増える傾向にある。逆に、新機種発売前などは減る傾向にある。
2007年12月現在、日本では携帯電話・PHSの普及率が80％を超え、純増数は以前よりも減少している。こうした動きを受け、純増数の多さを競うやり方に疑問符を持つキャリアも出ている。
また、機種変更時や新規購入時に、携帯端末を割り引く条件として、必要の無い携帯やネット回線が付随している写真立てを子機と称して端末代無料・月額数円で、複数台強制契約させることで、純増数を増やしている携帯事業者が存在しているころが知られている。また、法人に対して、端末代を無料で、月額利用料980円の2年分を一括でキャッシュバックする条件で、中小企業やNPO法人などに、端末と回線を寝かせてもらうことで、純増数を増やすなどの取り組みも行っていることが知られている。これらの行為により、純増数や累計数の信頼性が大幅に失われてしまっているというのが、現状である。
純増数は1996年より毎月第5営業日に電気通信事業者協会より発表されていたが、顧客獲得のために過剰なキャッシュバックをあおるなどの問題で、2014年4月以降は四半期ごとに発表する形式に変更された。

### 単月シェア
「キャリアのその月の純増数÷全体のその月の純増数」で定義され、これが大きいほどキャリアに勢いがあるとされている。
しかし、前項目にある通り、強制抱き合わせ契約や寝かせ契約を行う事業者がいるため、単月シェアの信頼性も失われてしまっている。

### 純減
解約者数が新規契約者数を上回ると純減と呼ばれる。キャリアが純減に陥る理由には、以下の理由があげられる。
- 他のキャリアへの憧れ
- そのキャリアへの不満
- 前世代サービスの終了